# Gylippus yerohami
Gylippus yerohami är en spindeldjursart som beskrevs av Levy och Shulov 1964. Gylippus yerohami ingår i släktet Gylippus och familjen Gylippidae. Inga underarter finns listade i Catalogue of Life.